# Robert (évêque de Riez)
Pour les articles homonymes, voir Robert (prénom).
Robert est un prélat français du XVe siècle.

## Biographie
Cet évêque de Riez ne siège que très peu de temps. On ne sait de lui que son nom, cité dans les actes consistoriaux du Vatican.

## Source
- La France pontificale (Gallia Christiana), Paris, s.d.